# Вулька-Мала (Ґраєвський повіт)
Вулька-Мала (пол. Wólka Mała) — село в Польщі, у гміні Райґруд Ґраєвського повіту Підляського воєводства.
Населення — 38 осіб (2011).
У 1975-1998 роках село належало до Ломжинського воєводства.

## Демографія
Демографічна структура станом на 31 березня 2011 року:
|          | Загалом | Допрацездатний вік | Працездатний вік | Постпрацездатний вік |
| -------- | ------- | ------------------ | ---------------- | -------------------- |
| Чоловіки | 23      | 5                  | 15               | 3                    |
| Жінки    | 15      | 4                  | 8                | 3                    |
| Разом    | 38      | 9                  | 23               | 6                    |